# Václav Bláha (grafik)
Václav Bláha starší (10. dubna 1922 Praha – 25. listopadu 2021) byl český grafik, typograf, ilustrátor a malíř. Výtvarník Václav Bláha mladší (* 1949) je jeho syn.

## Život a knižní tvorba
V letech 1945 až 1946 absolvoval grafickou speciálku Officina Pragensis, vedenou profesorem Jaroslavem Švábem, po jejím absolvování začal dělat typografii knih pro nakladatelství Václava Petra (až do jeho znárodnění), pak pracoval pro různá nástupnická vydavatelství jako Svět sovětů nebo Naše vojsko. Při práci v letech 1951–1956 vystudoval Vysokou školu uměleckoprůmyslovou v Praze, v ateliéru pro knižní ilustraci prof. Karla Svolinského. Po studiích spolupracoval s několika československými nakladatelstvími, nejdelší období pracoval pro Státní nakladatelství krásné literatury, hudby a umění (pozdější Odeon), v němž od konce 50. let typograficky upravil na dvě stovky svazků poezie a krásné literatury, zejména úspěšné edice Plamen světové poezie, dále v letech 1967–1968 vytvořil vlastní typografickou řadu k titulům beletrie Klubu čtenářů (č. 249–278). Často také pracoval pro nakladatelství Československý spisovatel, také většinou na titulech poezie. V roce 1971 s ním pražská nakladatelství po normalizačních prověrkách ukončila spolupráci, začal pracovat pro bratislavské nakladatelství Tatran. V knižní ilustraci a typografii, hlavně na obálkách knih, si vytvořil vlastní soubor abstraktních motivů (spirála, vejce, oko, labyrint, geometrická tělesa, strom, kámen) v typické barevné kombinaci. Geometrická stylizace jeho knižních obálek nebo ilustrací vedla redaktory Státního pedagogického nakladatelství k zadání ilustrací k učebnicím geometrie pro 6. a 8. ročník základních škol, jež se dočkaly již 18 vydání.
Pro přebaly graficky upravených knih beletrie nebo poezie byla také charakteristická úprava povrchu papíru slepotiskem (zdrsnění motivů nebo jejich rámečků).
V 70. letech začal formou samizdatu vydávat soubor kapesních ilustrovaných vydání poezie v edici Hoštění (titul odvozen od slova Vyhoštění), vycházely v malém nákladu jako bibliofilie.

## Volná tvorba
Volná tvorba s krajinnými motivy byla spíše autorovým privatissimem, šlo především o akvarely, které prezentoval na svých souborných výstavách. Věnoval se jí ve svém venkovském ateliéru v obci Svatá Anna nad řekou Otavou na Písecku, v tamní přírodě, často na své loďce, strávil většinu života. Jihočeská krajina byla inspirací také pro jeho ilustrace.
Bláhovo životní dílo zpracoval Jiří Šetlík roku 2006 ve spolupráci s umělcem.

## Ocenění
Jeho typografie byla pravidelně nominována a několikrát vyznamenána v soutěži Nejkrásnější kniha roku.

## Zastoupení ve sbírkách
Jeho knižní grafika i volná tvorba jsou ve sbírkách několika institucí, zejména Uměleckoprůmyslového musea v Praze a Památníku národního písemnictví.